# Трейвон Бромелл
Трейвон Бромелл (10 липня 1995 , Сент-Пітерсберг, Флорида ) — американський легкоатлет, що спеціалізується на спринті, призер чемпіонатів світу.

## Кар'єра
| Рік             | Змагання                      | Місце проведення         | Місце           | Дисципліна            | Результат       | Примітки        |
| Представник США | Представник США               | Представник США          | Представник США | Представник США       | Представник США | Представник США |
| --------------- | ----------------------------- | ------------------------ | --------------- | --------------------- | --------------- | --------------- |
| 2014            | Чемпіонат світу серед юніорів | Юджин, США               | 2               | біг на 100 метрів     | 10.28           |                 |
| 2014            | Чемпіонат світу серед юніорів | Юджин, США               | 1               | естафета 4×100 метрів | 38.70           |                 |
| 2015            | Чемпіонат світу               | Пекін, Китай             | 3               | біг на 100 метрів     | 9.92            |                 |
| 2015            | Чемпіонат світу               | Пекін, Китай             | DSQ             | естафета 4×100 метрів | —               |                 |
| 2016            | Чемпіонат світу в приміщенні  | Портленд, США            | 1               | біг на 60 метрів      | 6.47            |                 |
| 2016            | Олімпійські випробування США  | Юджин, США               | 2               | біг на 100 метрів     | 9.84            |                 |
| 2016            | Олімпійські ігри              | Ріо-де-Жанейро, Бразилія | 8               | біг на 100 метрів     | 10.06           |                 |
| 2016            | Олімпійські ігри              | Ріо-де-Жанейро, Бразилія | DSQ             | естафета 4×100 метрів | —               |                 |
| 2021            | Олімпійські випробування США  | Юджин, США               | 1               | біг на 100 метрів     | 9.80            |                 |
| 2021            | Олімпійські ігри              | Токіо, Японія            | 9               | біг на 100 метрів     | 10.00           |                 |
| 2021            | Олімпійські ігри              | Токіо, Японія            | 9               | естафета 4×100 метрів | 38.10           | SB              |
| 2022            | Чемпіонат світу               | Юджин, США               | 3               | біг на 100 метрів     | 9.88            |                 |